# Justin Olsen
Justin Olsen (Lubbock, 16 aprile 1987) è un bobbista statunitense, campione olimpico di bob a quattro a Vancouver 2010 e tre volte medaglia d'oro ai mondiali, di cui due ottenute nel bob a quattro e una a squadre.

## Biografia

### Gli inizi da frenatore

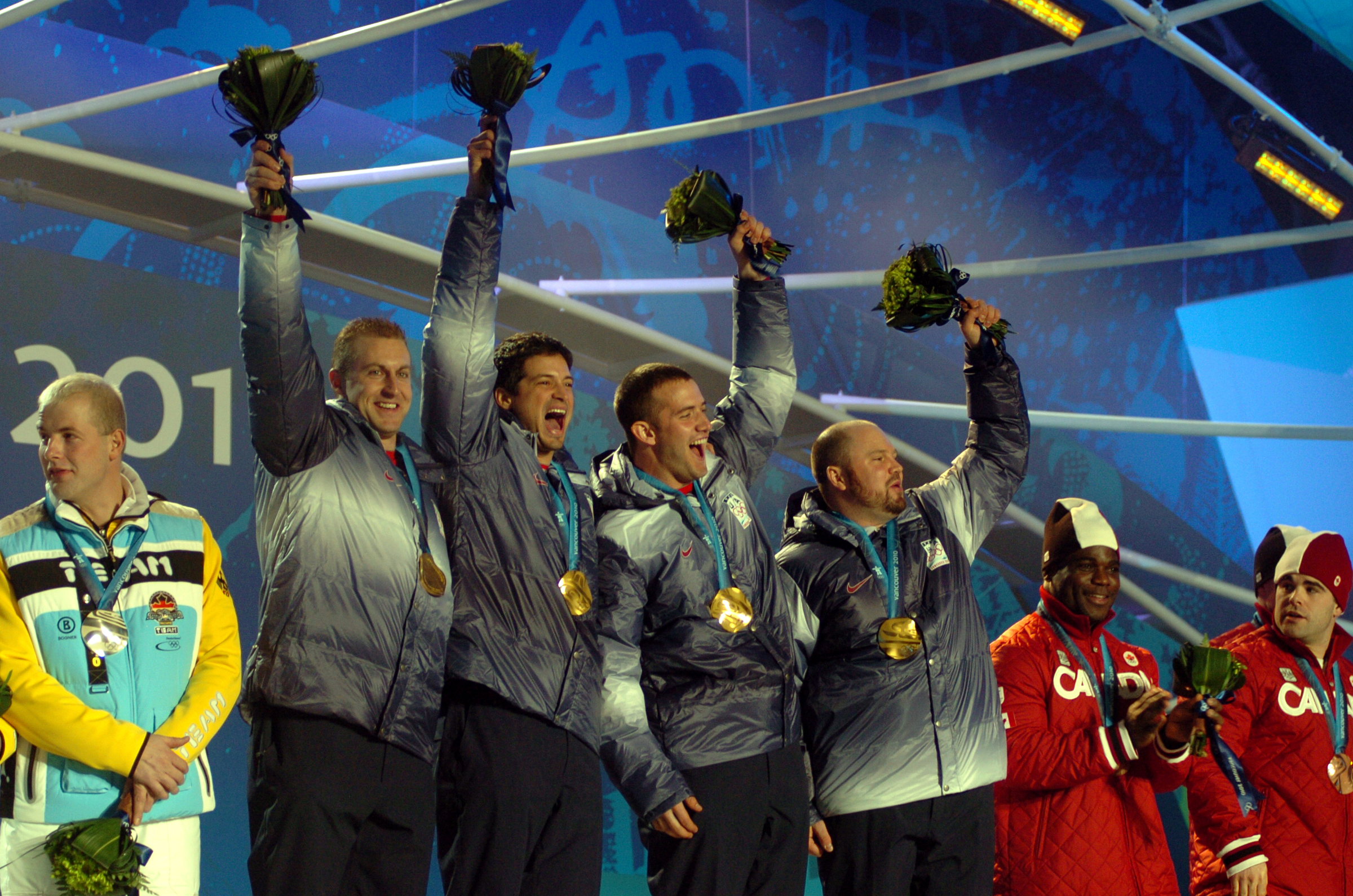
Olsen (secondo da destra) insieme a Steven Holcomb, Steve Mesler e Curtis Tomasevicz, medaglia d'oro nel bob a quattro ai Giochi di

Compete professionalmente dal 2008 come frenatore per la squadra nazionale statunitense. Debuttò in Coppa Nordamericana a gennaio del 2008, partecipando alle gare negli equipaggi pilotati da John Napier e Steven Holcomb (con quest'ultimo legherà poi tutti i suoi più grandi successi da frenatore). Dal 2011 prese parte anche ad alcune gare di Coppa Europa.
Esordì in Coppa del Mondo nel mezzo della stagione 2007/08, il 27 gennaio 2008 a Sankt Moritz, dove si piazzò al 15º posto nel bob a quattro con Napier alla guida. Centrò il suo primo podio all'avvio della stagione successiva, il 30 novembre 2008 a Winterberg, classificandosi terzo nella gara a due, stavolta con Holcomb a pilotare la slitta; vinse la sua prima corsa il 13 febbraio 2009 a Park City, sempre nel bob a quattro e con l'equipaggio di Holcomb. 
Ha partecipato a due Olimpiadi, vincendo la medaglia d'oro nel bob a quattro a Vancouver 2010 con Steven Holcomb, Steve Mesler e Curtis Tomasevicz; a Soči 2014 si piazzò invece decimo nella stessa specialità. Olsen può inoltre vantare tre ori e tre bronzi vinti ai campionati mondiali tra cui spiccano le vittorie ottenute nel bob a quattro a Lake Placid 2009 (dove ottenne anche il bronzo a squadre) e a Lake Placid 2012 dove si ripeté anche nella gara a squadre. Completano il suo palmarès iridato altri due bronzi vinti nel bob a quattro.

### Il passaggio al ruolo di pilota
Nel 2015 Olsen decise di intraprendere la carriera di pilota, debuttando a novembre in Coppa Nordamericana e a gennaio in Coppa Europa. Esordì in Coppa del Mondo nel nuovo ruolo sul finire della stagione 2015/16, il 6 febbraio 2016 a Sankt Moritz giungendo ventunesimo nel bob a due con il compagno Samuel McGuffie. Centrò invece il suo primo podio da pilota il 10 novembre 2017 a Lake Placid classificandosi al terzo posto nel bob a due con Evan Weinstock a spingere la slitta. Detiene quali migliori piazzamenti in classifica generale il quindicesimo posto nel bob a due e il diciannovesimo nel bob a quattro, ottenuti sia nel 2016/17 che nel 2018/19, e il quindicesimo in combinata, raggiunto sempre nel 2016/17.
Da pilota Olsen ha partecipato anche a due edizioni dei mondiali, piazzandosi undicesimo in entrambe le specialità a Schönau am Königssee 2017 e decimo a squadre sia a Igls 2016 che nel 2017.

## Palmarès

### Olimpiadi
- 1 medaglia:
  - 1 oro (bob a quattro a Vancouver 2010)

### Mondiali
- 6 medaglie:
  - 3 ori (bob a quattro a Lake Placid 2009; bob a quattro e squadre miste a Lake Placid 2012);
  - 3 bronzi (squadre miste a Lake Placid 2009; bob a quattro a Königssee 2011; bob a quattro a Sankt Moritz 2013).

### Coppa del Mondo
- Miglior piazzamento in classifica generale nel bob a due maschile: 15º nel 2016/17 e nel 2018/19;
- Miglior piazzamento in classifica generale nel bob a quattro maschile: 19º nel 2016/17 e nel 2018/19;
- Miglior piazzamento in classifica generale nella combinata maschile : 15º nel 2016/17;
- 21 podi (5 nel bob a due, 16 nel bob a quattro):
  - 7 vittorie (tutte nel bob a quattro);
  - 9 terzi posti (2 nel bob a due, 7 nel bob a quattro);
  - 5 terzi posti (3 nel bob a due, 2 nel bob a quattro).

#### Coppa del Mondo - vittorie
| Data             | Luogo       | Paese       | Disciplina                                                                |
| ---------------- | ----------- | ----------- | ------------------------------------------------------------------------- |
| 13 febbraio 2009 | Park City   | Stati Uniti | a quattro con Steven Holcomb (pilota), Steve Mesler e Curtis Tomasevicz   |
| 14 febbraio 2009 | Park City   | Stati Uniti | a quattro con Steven Holcomb (pilota), Steve Mesler e Curtis Tomasevicz   |
| 22 novembre 2009 | Lake Placid | Stati Uniti | a quattro con Steven Holcomb (pilota), Steve Mesler e Curtis Tomasevicz   |
| 6 dicembre 2009  | Cesana      | Italia      | a quattro con Steven Holcomb (pilota), Steve Mesler e Curtis Tomasevicz   |
| 13 dicembre 2009 | Winterberg  | Germania    | a quattro con Steven Holcomb (pilota), Steve Mesler e Curtis Tomasevicz   |
| 28 novembre 2010 | Whistler    | Canada      | a quattro con Steven Holcomb (pilota), Steven Langton e Curtis Tomasevicz |
| 19 dicembre 2010 | Lake Placid | Stati Uniti | a quattro con Steven Holcomb (pilota), Steven Langton e Curtis Tomasevicz |

### Circuiti minori

#### Coppa Europa
- Miglior piazzamento in classifica generale nel bob a due: 32º nel 2015/16;
- Miglior piazzamento in classifica generale nel bob a quattro: 29º nel 2015/16;
- Miglior piazzamento in classifica generale nella combinata maschile: 27º nel 2015/16;
- 3 podi (1 nel bob a due, 2 nel bob a quattro):
  - 1 vittoria (nel bob a quattro);
  - 2 secondi posti (1 nel bob a due, 1 nel bob a quattro).

#### Coppa Nordamericana
- Miglior piazzamento in classifica generale nel bob a due: 3º nel 2015/16;
- Miglior piazzamento in classifica generale nel bob a quattro: 12º nel 2015/16;
- Miglior piazzamento in classifica generale nella combinata maschile: 4º nel 2015/16;
- 16 podi (8 nel bob a due, 8 nel bob a quattro):
  - 5 vittorie (1 nel bob a due, 4 nel bob a quattro);
  - 7 secondi posti (4 nel bob a due, 3 nel bob a quattro);
  - 4 terzi posti (3 nel bob a due, 1 nel bob a quattro).